# Europese auto in 1991
Dit artikel geeft een overzicht van alle Europese personenwagens die in 1991 op de markt kwamen. De auto's staan alfabetisch gerangschikt per merk.

## West-Europa
| Audi |                  | concern:                                                                             | Volkswagen AG Duitsland |
| Audi | divisie:         |                                                                                      |                         |
| Audi | merk:            | Audi Duitsland                                                                       |                         |
| Audi | model:           | 100 Avant stationwagen / S4 / S4 Avant stationwagen (4e generatie van de 100, 1e S4) |                         |
| Audi | einde productie: | 1994                                                                                 |                         |
| Audi | productieaantal: | ?                                                                                    |                         |

| Audi |                  | concern:                                                   | Volkswagen AG Duitsland |
| Audi | divisie:         |                                                            |                         |
| Audi | merk:            | Audi Duitsland                                             |                         |
| Audi | model:           | Cabriolet (afgeleid van de Coupé, zelf gebaseerd op de 80) |                         |
| Audi | einde productie: | 2000                                                       |                         |
| Audi | productieaantal: | 71.350                                                     |                         |

| Auverland |                  | concern:            | onafhankelijk |
| Auverland | divisie:         |                     |               |
| Auverland | merk:            | Auverland Frankrijk |               |
| Auverland | model:           | A3                  |               |
| Auverland | einde productie: | 1998                |               |
| Auverland | productieaantal: | ?                   |               |

| Bentley |                  | concern:                    | Rolls-Royce Motors Verenigd Koninkrijk |
| Bentley | divisie:         |                             |                                        |
| Bentley | merk:            | Bentley Verenigd Koninkrijk |                                        |
| Bentley | model:           | Continental R               |                                        |
| Bentley | einde productie: | 2002                        |                                        |
| Bentley | productieaantal: | 1533                        |                                        |

| BMW |                  | concern:      | onafhankelijk |
| BMW | divisie:         |               |               |
| BMW | merk:            | BMW Duitsland |               |
| BMW | model:           | 3-serie (E36) |               |
| BMW | einde productie: | 1998          |               |
| BMW | productieaantal: | ?             |               |

| BMW |                  | concern:                                         | onafhankelijk |
| BMW | divisie:         |                                                  |               |
| BMW | merk:            | BMW Duitsland                                    |               |
| BMW | model:           | 5-serie Touring stationwagen (E34; 3e generatie) |               |
| BMW | einde productie: | 1996                                             |               |
| BMW | productieaantal: | 124.704                                          |               |

| Bugatti |                  | concern:          | onafhankelijk |
| Bugatti | divisie:         |                   |               |
| Bugatti | merk:            | Bugatti Frankrijk |               |
| Bugatti | model:           | EB 110            |               |
| Bugatti | einde productie: | 1995              |               |
| Bugatti | productieaantal: | 139               |               |

| Chrysler |                  | concern: | onafhankelijk |
| Chrysler | divisie:         | |               |
| Chrysler | merk:            | Chrysler Verenigde Staten |               |
| Chrysler | model:           | Voyager / Grand Voyager (verlengde wielbasis) mpv (2e generatie; badge-engineered Dodge Caravan voor Europa; vanaf 1992 ook bij Eurostar Automobilwerk in Oostenrijk gebouwd) |               |
| Chrysler | einde productie: | 1995 |               |
| Chrysler | productieaantal: | ? |               |

| Citroën |                  | concern:          | PSA Peugeot Citroën Frankrijk |
| Citroën | divisie:         |                   |                               |
| Citroën | merk:            | Citroën Frankrijk |                               |
| Citroën | model:           | ZX 3p / 5p        |                               |
| Citroën | einde productie: | 1998              |                               |
| Citroën | productieaantal: | ?                 |                               |

| Ferrari |                  | concern:       | FIAT Italië |
| Ferrari | divisie:         |                |             |
| Ferrari | merk:            | Ferrari Italië |             |
| Ferrari | model:           | 512 TR         |             |
| Ferrari | einde productie: | 1996           |             |
| Ferrari | productieaantal: | ?              |             |

| FIAT |                  | concern:                    | onafhankelijk |
| FIAT | divisie:         |                             |               |
| FIAT | merk:            | FIAT Italië                 |               |
| FIAT | model:           | Tempra Weekend stationwagen |               |
| FIAT | einde productie: | 1996                        |               |
| FIAT | productieaantal: | ?                           |               |

| Ginetta |                  | concern:                    | onafhankelijk |
| Ginetta | divisie:         |                             |               |
| Ginetta | merk:            | Ginetta Verenigd Koninkrijk |               |
| Ginetta | model:           | G33                         |               |
| Ginetta | einde productie: | 2003                        |               |
| Ginetta | productieaantal: | ?                           |               |

| Innocenti |                  | concern:         | FIAT Italië |
| Innocenti | divisie:         |                  |             |
| Innocenti | merk:            | Innocenti Italië |             |
| Innocenti | model:           | Elba             |             |
| Innocenti | einde productie: | 1997             |             |
| Innocenti | productieaantal: | ?                |             |

| Innocenti |                  | concern:         | FIAT Italië |
| Innocenti | divisie:         |                  |             |
| Innocenti | merk:            | Innocenti Italië |             |
| Innocenti | model:           | Koral            |             |
| Innocenti | einde productie: | 1993             |             |
| Innocenti | productieaantal: | ?                |             |

| Jaguar |                  | concern:                                                    | Ford Motor Company Verenigde Staten |
| Jaguar | divisie:         |                                                             |                                     |
| Jaguar | merk:            | Jaguar Verenigd Koninkrijk                                  |                                     |
| Jaguar | model:           | XJR-15 sport- en racewagen (gebaseerd op de XJR-9-raceauto) |                                     |
| Jaguar | einde productie: | 1992                                                        |                                     |
| Jaguar | productieaantal: | 53, waarvan 18 raceauto's                                   |                                     |

| Lister |                  | concern:                   | onafhankelijk |
| Lister | divisie:         |                            |               |
| Lister | merk:            | Lister Verenigd Koninkrijk |               |
| Lister | model:           | Storm                      |               |
| Lister | einde productie: | 1996                       |               |
| Lister | productieaantal: | ?                          |               |

| Mercedes-Benz |                  | concern: | Daimler-Benz Duitsland |
| Mercedes-Benz | divisie:         | |                        |
| Mercedes-Benz | merk:            | Mercedes-Benz Duitsland |                        |
| Mercedes-Benz | model:           | 124-serie cabriolet (A124; gebaseerd op de coupé uit 1987, zelf een variant van de sedan uit 1985; vanaf 1993 E-Klasse genoemd) |                        |
| Mercedes-Benz | einde productie: | juli 1997 |                        |
| Mercedes-Benz | productieaantal: | 33.952 |                        |

| Mercedes-Benz |                  | concern:                                               | Daimler-Benz Duitsland |
| Mercedes-Benz | divisie:         |                                                        |                        |
| Mercedes-Benz | merk:            | Mercedes-Benz Duitsland                                |                        |
| Mercedes-Benz | model:           | S-Klasse (verlengde) sedan (W140 / V140; 3e generatie) |                        |
| Mercedes-Benz | einde productie: | september 1998                                         |                        |
| Mercedes-Benz | productieaantal: | 406.532 (exclusief de coupé uit 1992)                  |                        |

| Opel |                  | concern:                          | General Motors Verenigde Staten |
| Opel | divisie:         |                                   |                                 |
| Opel | merk:            | Opel Duitsland                    |                                 |
| Opel | model:           | Astra 3p / 4p / 5p / stationwagen |                                 |
| Opel | einde productie: | 1997                              |                                 |
| Opel | productieaantal: | ?                                 |                                 |

| Opel Vauxhall |                  | concern: | General Motors Verenigde Staten |
| Opel Vauxhall | divisie:         | |                                 |
| Opel Vauxhall | merk:            | Opel Duitsland en Vauxhall Verenigd Koninkrijk                                                                     |                                 |
| Opel Vauxhall | model:           | Campo (Opel) / Brava (Vauxhall) twee- en vierdeurpick-up (1 generatie; badge-engineered 3e generatie Isuzu Faster) |                                 |
| Opel Vauxhall | einde productie: | 2001 |                                 |
| Opel Vauxhall | productieaantal: | ? |                                 |

| Opel |                  | concern:       | General Motors Verenigde Staten |
| Opel | divisie:         |                |                                 |
| Opel | merk:            | Opel Duitsland |                                 |
| Opel | model:           | Frontera       |                                 |
| Opel | einde productie: | 1998           |                                 |
| Opel | productieaantal: | ?              |                                 |

| Peugeot |                  | concern:          | PSA Peugeot Citroën Frankrijk |
| Peugeot | divisie:         |                   |                               |
| Peugeot | merk:            | Peugeot Frankrijk |                               |
| Peugeot | model:           | 106               |                               |
| Peugeot | einde productie: | 2004              |                               |
| Peugeot | productieaantal: | ?                 |                               |

| Porsche |                  | concern:             | onafhankelijk |
| Porsche | divisie:         |                      |               |
| Porsche | merk:            | Porsche Duitsland    |               |
| Porsche | model:           | 964 (911 Carrera RS) |               |
| Porsche | einde productie: | 1993                 |               |
| Porsche | productieaantal: | ?                    |               |

| Porsche |                  | concern:          | onafhankelijk |
| Porsche | divisie:         |                   |               |
| Porsche | merk:            | Porsche Duitsland |               |
| Porsche | model:           | 965 (911 Turbo 2) |               |
| Porsche | einde productie: | 1995              |               |
| Porsche | productieaantal: | ?                 |               |

| Porsche |                  | concern:          | onafhankelijk |
| Porsche | divisie:         |                   |               |
| Porsche | merk:            | Porsche Duitsland |               |
| Porsche | model:           | 968 -/cabriolet   |               |
| Porsche | einde productie: | 1995              |               |
| Porsche | productieaantal: | ?                 |               |

| Renault |                  | concern:                  | onafhankelijk |
| Renault | divisie:         |                           |               |
| Renault | merk:            | Renault Frankrijk         |               |
| Renault | model:           | Espace mpv (2e generatie) |               |
| Renault | einde productie: | oktober 1996              |               |
| Renault | productieaantal: | 317.225                   |               |

| Rolls-Royce |                  | concern:                        | onafhankelijk |
| Rolls-Royce | divisie:         |                                 |               |
| Rolls-Royce | merk:            | Rolls-Royce Verenigd Koninkrijk |               |
| Rolls-Royce | model:           | Silver Spur                     |               |
| Rolls-Royce | einde productie: | 1999                            |               |
| Rolls-Royce | productieaantal: | ?                               |               |

| Schuppan |                  | concern:                                      | onafhankelijk |
| Schuppan | divisie:         |                                               |               |
| Schuppan | merk:            | Schuppan-Porsche Verenigd Koninkrijk          |               |
| Schuppan | model:           | 962LM (gebaseerd op de Porsche 962-racewagen) |               |
| Schuppan | einde productie: | 1993                                          |               |
| Schuppan | productieaantal: | 5                                             |               |

| SEAT |                  | concern:    | Volkswagen Duitsland |
| SEAT | divisie:         |             |                      |
| SEAT | merk:            | Seat Spanje |                      |
| SEAT | model:           | Toledo      |                      |
| SEAT | einde productie: | 1995        |                      |
| SEAT | productieaantal: | ?           |                      |

| TVR |                  | concern:                | onafhankelijk |
| TVR | divisie:         |                         |               |
| TVR | merk:            | TVR Verenigd Koninkrijk |               |
| TVR | model:           | Griffith                |               |
| TVR | einde productie: | 2003                    |               |
| TVR | productieaantal: | ?                       |               |

| Volkswagen |                  | concern:             | onafhankelijk |
| Volkswagen | divisie:         |                      |               |
| Volkswagen | merk:            | Volkswagen Duitsland |               |
| Volkswagen | model:           | Golf Mark III        |               |
| Volkswagen | einde productie: | 1998                 |               |
| Volkswagen | productieaantal: | ?                    |               |

| Volvo |                  | concern:     | onafhankelijk |
| Volvo | divisie:         |              |               |
| Volvo | merk:            | Volvo Zweden |               |
| Volvo | model:           | 850          |               |
| Volvo | einde productie: | 1996         |               |
| Volvo | productieaantal: | ?            |               |

## Oost-Europa
| FSO |                  | concern:     | onafhankelijk |
| FSO | divisie:         |              |               |
| FSO | merk:            | FSO Polen    |               |
| FSO | model:           | Polonez Caro |               |
| FSO | einde productie: | 1999         |               |
| FSO | productieaantal: | ?            |               |

| Izhmash JSC |                  | concern:            | onafhankelijk |
| Izhmash JSC | divisie:         |                     |               |
| Izhmash JSC | merk:            | Izhmash JSC Rusland |               |
| Izhmash JSC | model:           | Orbita 2126         |               |
| Izhmash JSC | einde productie: | ?                   |               |
| Izhmash JSC | productieaantal: | ?                   |               |

| Zastava |                  | concern:            | FIAT Italië |
| Zastava | divisie:         |                     |             |
| Zastava | merk:            | Zastava Joegoslavië |             |
| Zastava | model:           | 65                  |             |
| Zastava | einde productie: | 1996                |             |
| Zastava | productieaantal: | ?                   |             |

| Zastava |                  | concern:            | FIAT Italië |
| Zastava | divisie:         |                     |             |
| Zastava | merk:            | Zastava Joegoslavië |             |
| Zastava | model:           | Miami               |             |
| Zastava | einde productie: | 1996                |             |
| Zastava | productieaantal: | ?                   |             |